# Radio Australia

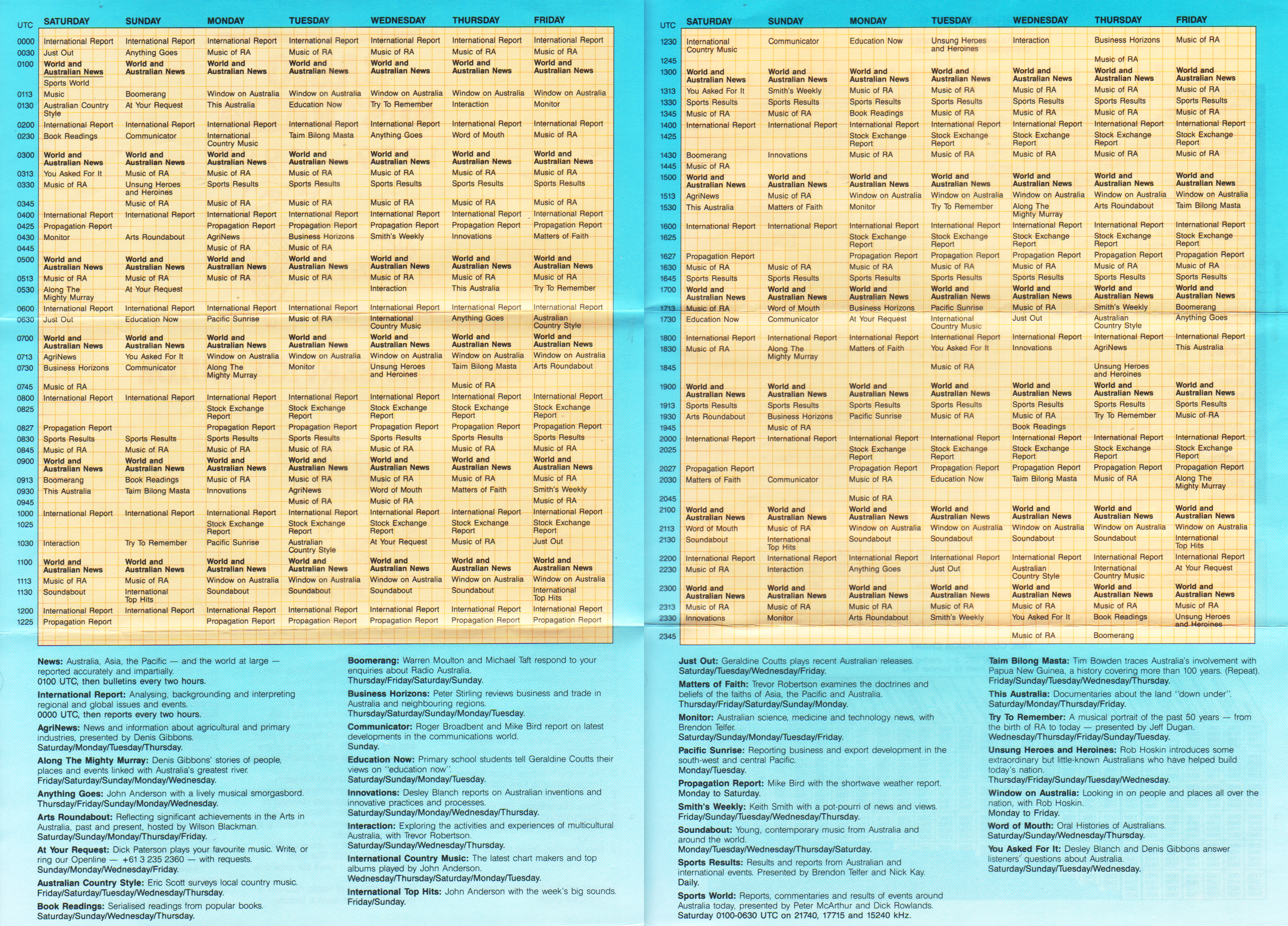
Englisches Programm, Januar 1989

Radio Australia (RA) ist der Auslandsdienst des australischen Rundfunks Australian Broadcasting Corporation (ABC).

## Geschichte
Der Sender wurde 1939 als Reaktion auf die japanische und deutsche Kriegspropaganda gegründet. Kurzwellen-Sendeanlagen befanden sich in Shepparton (eröffnet 1943/44), Darwin (1966), Carnarvon (1966) und Brandon (1989). Gesendet wurde auf Englisch, Burmesisch, Chinesisch, Französisch, Indonesisch, Japanisch, Kantonesisch, Khmer, Thai, Tok Pisin und Vietnamesisch. 1993 startete das Auslandsfernsehen der ABC. Nachdem Radio Australia in den 1970er- und 1980er-Jahren stetig ausgebaut worden war, wurde der Dienst seit Anfang der 1990er Jahre aus politischen Gründen zunehmend zurückgefahren. 1990 wurden die Kurzwellensendungen für Europa eingestellt, am 31. Januar 2017 alle Kurzwellensendungen.
Akustische Erkennungszeichen von Radio Australia waren die Melodie des Volkslieds Waltzing Matilda und der Ruf des Kookaburra sowie zur Einleitung der Nachrichten das Ende der Majestic Fanfare von Charles Williams.

## Programm
Die von RA produzierten Sendungen richten sich vorwiegend an ein Publikum im pazifischen Raum, sind aber auch in anderen Teilen der Welt zu empfangen. Das Programm besteht zum größten Teil aus Übernahmen von den Inlandsprogrammen der ABC, insbesondere Radio National. Einige Sendungen werden selbst produziert, darunter Pacific Beat. Einzige Fremdsprachensendung ist Wantok auf Tok Pisin/Pijin/Bislama (andere Sprachen des pazifischen Raums werden von RNZ Pacific abgedeckt).

## Verbreitungswege
Radio Australia ist über Satellit und im Internet zu empfangen. Auf Fidschi, Osttimor, Papua-Neuguinea, den Salomonen, Samoa, Tonga und Vanuatu befinden sich UKW-Sender.